# Lucijs Endzelins
 Lūcijs (Lucius) Endzelīns  (21 de maig de 1909, Dorpat (Tartu), Estònia – 27 d'octubre de 1981, Adelaida, Austràlia) fou un jugador d'escacs letó-australià.

## Resultats destacats en competició
El 1932, Endzelins va empatar als llocs 3r a 5è amb Fricis Apšenieks i Movsas Feigins, rere Vladimirs Petrovs, i Teodors Bergs, al Campionat de Riga. Va defensar Letònia en tres Olimpíades d'escacs; al setè tauler (+10 –6 =2) a l'Olimpíada d'escacs de 1936 a Múnic, com a primer reserva (+6 –2 =4) a l'Olimpíada d'escacs de 1937 a Estocolm, i al quart tauler (+7 –5 =3) a l'Olimpíada d'escacs de 1939 a Buenos Aires.
En acabar la II Guerra Mundial, Endzelins, juntament amb molts d'altres jugadors d'escacs bàltics (Arlauskas, Dreibergs, Jursevskis, Mednis, Ozols, Sarapu, Tautvaišas, Vaitonis, Zemgalis, etc..), va escapar a l'oest just abans de l'arribada de les tropes soviètiques.
El 1946, va jugar a Augsburg; el torneig fou guanyat per Wolfgang Unzicker. El 1947, guanyà, per sobre d'Elmars Zemgalis i Iefim Bogoliúbov, al Torneig Memorial Mattison a Hanau, Alemanya.
Posteriorment, Lucius Endzelins va emigrar des d'Alemanya a Austràlia, on guanyà vuit vegades el Campionat de l'Austràlia del Sud. Va guanyar també el Campionat d'escacs d'Austràlia el 1961.
Endzelins va assolir el títol de Gran Mestre Internacional d'escacs per correspondència el 1959. Va empatar en el segon lloc, amb Lothar Schmid, rere Viatxeslav Ragozin, al ÏI Campionat del Món d'escacs per correspondència, que va tenir lloc entre 1956 i 1959. Fou setè al III Campionat del Món d'escacs per correspondència, 1959–1962, i empatà als llocs 7è-8è en el V Campionat del Món d'escacs per correspondència, 1965–1968.